# مو کوهمیز
مو کوهمیز یک ستاره است که در صورت فلکی کوهمیز قرار دارد.